# Lucy Hicks Anderson
Lucy Hicks Anderson (Geburtsname Tobias Lawson; geb. 5. September 1886 in Waddy, Shelby County, Kentucky, Vereinigte Staaten; gest. 23. September 1954 in Los Angeles, Kalifornien, Vereinigte Staaten) war eine afroamerikanische Socialite und Trans-Vorreiterin. Sie ist bekannt dafür, dass sie 1945 wegen ihrer Transidentität inhaftiert wurde.
Lucy Hicks Anderson wuchs in Kentucky auf und arbeitete als Hausangestellte in einigen anderen Staaten, bevor sie 1920 nach Oxnard, einer Kleinstadt in Kalifornien, zog. Sie wurde eine bekannte Köchin und beliebte Bankettveranstalterin, die im Laufe der Jahre ihre Bedeutung und Rolle in der örtlichen Gemeinschaft ausbaute. Sie eröffnete auch mehrere Bordelle und Flüsterkneipen und spendete für wohltätige Zwecke oder Kriegsanleihen.
Als die örtliche Justiz sie 1945 einer medizinischen Untersuchung unterzog und erfuhr, dass sie eine Transfrau war, wurde der „Fall Lucy Hicks“ ins Rollen gebracht. Lucy Hicks Anderson wurde des Meineids bei der Eheschließung, der Gehorsamsverweigerung gegenüber der Armee und des Betrugs mit finanziellen Zuwendungen für Ehefrauen von GIs angeklagt. Nach einem einmonatigen Gerichtsverfahren wurde sie zu einem Jahr Gefängnis, in dem sie keine Frauenkleidung tragen durfte, und zu zehn Jahren Probation verurteilt. Sie wurde aus Oxnard verbannt, da sie nun als degenerierter, krimineller Mann und nicht mehr als die ehrbare Frau angesehen wurde, die sie einst war. Sie verbrachte ihr Lebensende allein in Los Angeles.

## Biografie
Lucy Lawson bat schon in jungen Jahren darum, Lucy genannt zu werden und Kleider tragen zu dürfen. Ihre Mutter war besorgt und konsultierte den Hausarzt. Er unterstützte die neunjährige Lucy und forderte ihre Mutter auf, sie so zu respektieren, wie sie sei, zu einer Zeit, in der Transidentität unbekannt war.
Der Rest der Gesellschaft wusste nichts von ihrem Übergang, was dazu führte, dass ihr Geschlecht in den offiziellen Papieren der verschiedenen Staaten, durch die sie reiste, mit weiblich angegeben wurde und dass sie von ihrer Umgebung ein halbes Jahrhundert lang als Frau angesehen wurde. In seiner Dissertation diskutierte Rolando René Longoria II die Idee, dass die „Diskurse über schwarze weibliche Sexualität“, die „Heterosexualität, männliche Sexualität, Kultur, die Identität und das Privileg der Weißen“ und „die Körper schwarzer Frauen zu einem Kanal der Nicht-Normativität werden lassen“, die Sicht der Gesellschaft auf die Abwesenheit von Normativität beeinflusst haben, die bei Lucy Hicks Anderson wahrgenommen wurde, die manchmal wegen ihres „etwas queeren“ und nicht-normativen Aspekts beachtet wurde.
Mit 15 Jahren verließ sie die Schule und wurde Hausangestellte. Fünf Jahre später zog sie nach Pecos (Texas), wo sie zehn Jahre lang in einem Hotel arbeitete. Im Alter von 30 Jahren zog sie unter dem Namen Lucy Beasley nach Silver City (New Mexico), wo sie Clarence Hicks kennenlernte. Sie heirateten am 2. Oktober 1920 und zogen dann nach Oxnard (Kalifornien).

### Leben in Oxnard

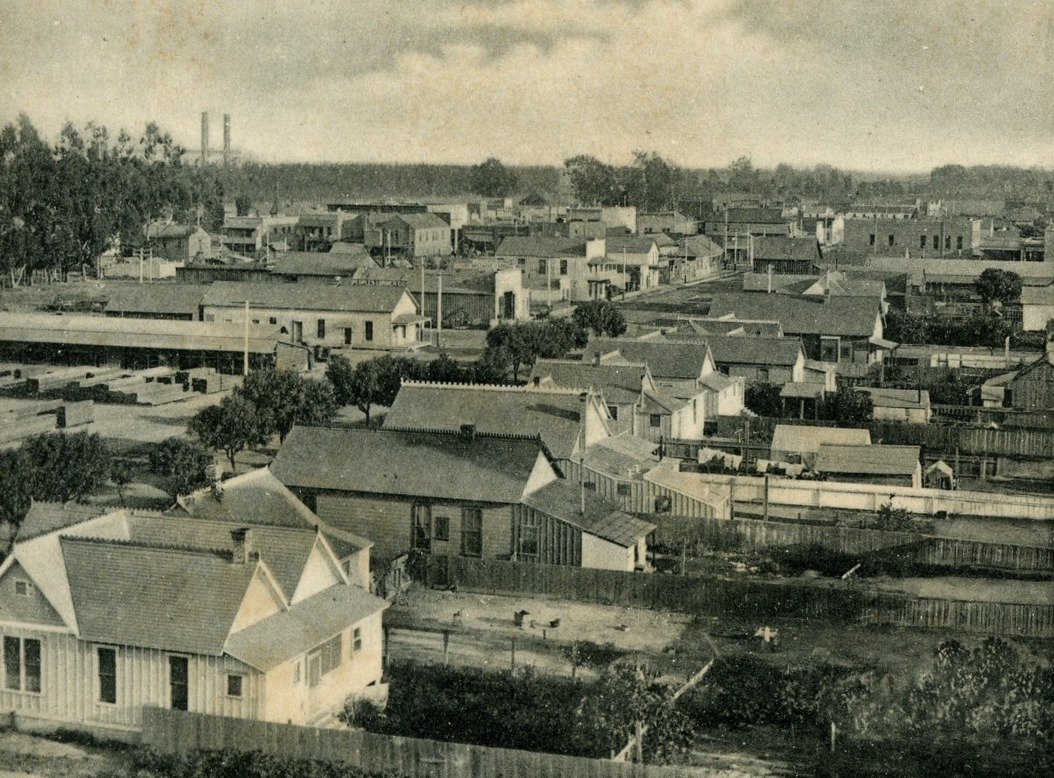
Postkarte von Oxnard im Jahr 1905

In Oxnard, einer Kleinstadt mit 5.000 Einwohnern, arbeitete Lucy Hicks Anderson wieder als Putzfrau, dann als Kindermädchen und Küchenchefin. Als geschickte Bäckerin gewann sie mehrere Backwettbewerbe. Sie arbeitete für Bankiers, Unternehmer und andere wichtige Persönlichkeiten der Stadt. Durch ihr Talent machte sie sich einen Namen. Sie wurde zu einer bekannten und angesehenen Gastgeberin und spielte während der drei Jahrzehnte, in denen sie dort lebte, eine wichtige Rolle in der örtlichen Gemeinde, in die sie sich tief einbrachte. Sie war auch für die Organisation von gesellschaftlichen Abendessen, Hochzeiten und wichtigen Feierlichkeiten zuständig und, da sie auch durch ihre modische Eleganz auffiel, kleidete sie die Frauen der High Society ein. Sie war in einer örtlichen Kirche aktiv und organisierte Grillfeste für die Mitglieder. In den 1920er Jahren erfand sie einen Münztankautomaten.
Mit ihren Ersparnissen kaufte sie eine Pension in der Innenstadt, die sie als Bordell betrieb. Ihr Geschäft weitete sich auf einen halben Häuserblock aus. Sie erwarb ein Speakeasy, in dem sie Alkohol verkaufte, obwohl dieser verboten war. Nachdem sie mit dem Gesetz in Konflikt geraten war, konnte sie dank ihrer Beziehungen mehrere Verurteilungen vermeiden. Als der Sheriff sie eines Nachts wegen Alkoholverkaufs verhaftete, zahlte sich ihr Ruf aus: „Charles Donlon, der größte Bankier der Stadt, zahlte die Kaution, weil er ein großes Abendessen geplant hatte, das jämmerlich gescheitert wäre, wenn Lucy im Gefängnis gewesen wäre“, schrieb das Nachrichtenmagazin Time im Jahr 1945 über sie.
Gleichzeitig spendete sie für wohltätige Zwecke wie das Rote Kreuz oder die Pfadfinder, organisierte philanthropische Veranstaltungen und Kundgebungen der Demokratischen Partei. Während des Zweiten Weltkriegs kaufte sie Kriegsanleihen im Wert von 50.000 $ (entspricht 700.000 $ im Jahr 2018). Sie veranstaltete üppige Partys zur Unterstützung von Soldaten, die zum Kampfeinsatz gerufen werden, sogenannte “Champagne Going Away Parties”. Sie unterstützte auch trauernde Familien, indem sie Treffen mit ihnen organisierte.
Lucy Hicks ließ sich im Oktober 1929 von Clarence Hicks scheiden. 1944 verlobte sie sich mit Reuben Anderson, einem Seemann, der zehn bis dreizehn Jahre jünger war als sie. Sie heirateten im November desselben Jahres. Während er auf See war, unterhielten sie eine Brieffreundschaft. Während ihres Prozesses im Jahr 1945 war er auf dem Luftwaffenstützpunkt Mitchel Field auf Long Island stationiert, ließ sie aber wissen, dass er sie unterstützte.

## Der Fall Hicks Anderson

### Auslöser
Im Oktober 1945 versuchte die US-Marine, einen Ausbruch einer sexuell übertragbaren Erkrankung an der Westküste der USA zu lokalisieren. Die Ermittlungen führten auf das von Lucy Hicks Anderson betriebene Bordell, da ein Matrose berichtet hatte, dass er nach einem Besuch in dem Etablissement krank geworden war. Auf Anordnung des Bezirksstaatsanwalts mussten sich alle Frauen in dem Etablissement einer ärztlichen Untersuchung unterziehen. Da Lucy Hicks Anderson nicht als Prostituierte gearbeitet hatte, weigerte sie sich, aber der Staatsanwalt bestand darauf.
Während seiner Untersuchung wurde sie von fünf Ärzten als Mann eingestuft, was der örtliche Arzt öffentlich machte. Die Nachricht schockierte die Bürger von Oxnard so sehr, dass sich die lokale Tageszeitung, der Oxnard Press-Courier, mehr als zwei Wochen lang weigerte, darüber zu berichten – der erste Artikel zu dem Thema erschien am 19. Oktober.

### Anklagen
Unmittelbar nach Bekanntwerden der Vorfälle verhaftete der Staatsanwalt von Ventura County, das Oxnard verwaltet, Lucy Hicks Anderson wegen Meineids. Er argumentierte, dass sie über ihr Geschlecht in ihrer Heiratslizenz gelogen habe, indem sie sich als Frau ausgab. Sie wurde in die Männerabteilung des örtlichen Gefängnisses gebracht und die Kleidung, die sie bei ihrer Verhaftung trug, wurde ihr von der Polizei abgenommen.
Sie wurde drei Tage später gegen Kaution freigelassen, aber ihr wurde mitgeteilt, dass die US-amerikanische Bundespolizei FBI gegen sie wegen Kriegsdienstverweigerung ermittelte. Mithilfe ihrer Geburtsurkunde bewies sie zusammen mit ihrem Anwalt, dass sie 59 Jahre alt war, was sie vor einer Verurteilung wegen dieses Vorwurfs bewahrte, da derartige Anklagen nicht zulässig waren, wenn die beschuldigte Person zwischen 45 und 65 Jahre alt war. Die Anklage des Staatsanwalts wegen Meineids wurde schließlich ebenfalls fallen gelassen.
Einige Tage später wurde Lucy Hicks Anderson wegen Betrugs angeklagt, weil sie die finanziellen Zuwendungen für Ehefrauen von Soldaten gemäß des G. I. Bill kassiert hatte. Diese Anklage war schwerwiegender als die vorherigen. Danach wurde sie ein zweites Mal Ziel einer Bundesklage wegen Meineids bei der Eheschließung.

### Prozess
Lucy Hicks Anderson wurde zur ersten Transperson, die ihre Rechte vor einem Gericht in den USA angesichts der Kriminalisierung nicht-normativer Geschlechtsidentitäten verteidigte. Während des gesamten Prozesses verteidigte sie ihre weibliche Identität. Sie erklärte unter anderem:

“I defy any doctor in the world to prove that I am not a woman. I have lived, dressed, acted just what I am, a woman.”

„Ich fordere jeden Arzt der Welt auf, zu beweisen, dass ich keine Frau bin. Ich habe gelebt, mich gekleidet und so gehandelt, wie ich bin: eine Frau.“

Ein weiterer Wortwechsel, der vom Oxnard Press-Courier transkribiert wurde:

“Are you a man or a woman?

— I am a woman.

— In what way are you a woman?

— I am a woman internally.”

„Sind Sie ein Mann oder eine Frau?

— Ich bin eine Frau.

— In welcher Hinsicht sind Sie eine Frau?

— Ich bin innerlich eine Frau.“

Im Prozess erklärten alle fünf Ärzte, die sie einen Monat zuvor untersucht hatten, dass sie ein „Mann“ sei und dass sie nicht intergeschlechtlich sei. Die Verteidigung forderte, dass ein weiterer Arzt, der Gynäkologe William T. Rothwell aus Riverside, während des Prozesses zu Wort kommen sollte. Dieser stellte die Hypothese auf, dass sie ein „doppeltes Geschlecht“ habe. Obwohl er zugab, dass er Lucy Hicks Anderson ohne vorherige Kenntnis ihrer Vergangenheit für einen Mann gehalten habe, sagte er, dass ihr Aussehen sich nicht von dem einer Frau unterscheide. Er schloss mit den Worten: „Considering her story, I believe her to contain both female and male characteristics, with the female predominant.“ (deutsch: „Wenn ich ihre Geschichte betrachte, glaube ich, dass sie sowohl weibliche als auch männliche Eigenschaften hat, wobei die weiblichen überwiegen.“) Ihr Fall wurde wiederholt fälschlich als Geschlechtsumwandlung bezeichnet.
Die Beratung fand am 27. November 1945 statt. Der Staatsanwalt fragte die Geschworenen: “Does the jury wish to allow Hicks to continue to live as a woman, to violate the sanctity of homes, to associate with women in rest rooms?” (deutsch: „Wollen die Geschworenen Hicks erlauben, weiterhin als Frau zu leben, die Unverletzlichkeit der Wohnung zu brechen und mit Frauen in Toiletten zu verkehren?“), worauf der Verteidiger mit einem fragenden “What good will be gained by imposing punishment even if Lucy Hicks is found to be a man, but with no intention of defrauding the public?” (deutsch: „Was bringt es, eine Strafe zu verhängen, selbst wenn sich herausstellt, dass Lucy Hicks ein Mann ist, der nicht die Absicht hat, die Öffentlichkeit zu betrügen?“) antwortete. Der Staatsanwalt antwortete einlenkend “The masquerade has hurt no one.” (deutsch: „Die Maskerade hat niemandem geschadet.“).
Nach zweistündiger Beratung befanden die Geschworenen Lucy Hicks Anderson für schuldig und verurteilten sie zu einem Jahr Gefängnis und zehn Jahren Probation. Ihre Ehe wurde für ungültig erklärt, da sie nun vom Gesetz als Mann angesehen wurde und eine Ehe nur zwischen einem Mann und einer Frau legal war. Drei Jahre später gelang es ihr, dass Richter Louis Drapeau ihre Bewährungsstrafe unter der Bedingung aufhob, dass sie Oxnard verließ.

### Behandlung in den Medien
Die meisten zeitgenössischen Quellen verwendeten die Tatsache, dass Lucy Hicks Anderson Afroamerikanerin war, als Hauptidentifikationsfaktor, obwohl einige mehr auf ihren besonderen Stil hinwiesen. Ihre selbstbewusste Eleganz mit Seidenkleidern, bunten Hüten und Perücken, Blumen, Lack und hochhackigen Pumps faszinierte viele Journalisten, die dem Prozess beiwohnten, und sie beschrieben sie ausführlich.
Während des gesamten Prozesses sahen die Medien Lucy Hicks Anderson jedoch immer weniger als Frau an und bezeichneten sie sogar als Mann, indem sie die Verwendung ihres Vornamens verbannten. Zunächst markierten sie ihre geschlechtsspezifische Nicht-Normativität durch die Verwendung von Anführungszeichen um Personalpronomen in einem Prozess, in dem sie ihre Weiblichkeit in Frage stellten. Nachdem Ärzte bestätigt hatten, dass sie männliche Genitalien besitzt, wurde Lucy Hicks Anderson in den Medien systematisch mit männlichen Pronomen angesprochen. Nun war es ihr Vorname, der in Anführungszeichen gesetzt und damit seinerseits in Frage gestellt wurde. Am Ende des Prozesses wurde er in den Medien nicht einmal mehr erwähnt. Sie nannten sie nur noch mit ihrem Nachnamen oder mit dem männlichen Ausdruck John Doe. Diese Handlungen trugen dazu bei, dass Lucy Hicks Anderson von der Oxnard-Gemeinde geächtet wurde.

## Leben nach dem Fall

### Im Gefängnis
Lucy Hicks Anderson verbüßte ihre Strafe im Ventura County Jail und später im Bundesgefängnis Leavenworth in Kansas in den Männerabteilungen der Gefängnisse. Es wurde ihr vom Gericht verboten, Frauenkleidung zu tragen. Sie trat ihre Haft am 20. Dezember 1945 an.
Im Gefängnis kochte sie für die anderen Häftlinge. Laut der Aussage eines Polizisten 20 Jahre nach den Ereignissen wurde sie dort immer noch als Frau angesehen und geschätzt: “Lucy Hicks was always considered a female. […] Lucy, we always figured, was a little queer, but we never knew the true story […] but it turned out that she was a man. […] She had some whiskers, too, but we always accepted that. […] Everybody did like her. She was a wonderful person. [W]e did admire her.” (deutsch: „Lucy Hicks wurde immer für eine Frau gehalten. […] Lucy, so dachten wir immer, war ein wenig queer, aber wir kannten nie die wahre Geschichte […] aber es stellte sich heraus, dass sie ein Mann war. [...] Sie hatte auch ein paar Schnurrhaare, aber das haben wir immer akzeptiert. […] Alle mochten sie. Sie war ein wunderbarer Mensch. [W]ir schätzten sie.“)
Einem Journalisten, der sie im Gefängnis interviewte, sagte sie: “I will die as a woman.” (deutsch: „Ich werde als Frau sterben.“).

### Verbannung aus Oxnard und der Gesellschaft
Nach ihrer Entlassung aus dem Gefängnis wurde Lucy Hicks Anderson vom Polizeichef daran gehindert, wieder nach Oxnard zu ziehen, indem er ihr mit Strafverfolgung drohte. Ihre Verbannung wurde einige Jahre später gerichtlich bestätigt. Sie wurde von einer Gemeinschaft geächtet, in der sie sich drei Jahrzehnte lang stark engagiert hatte und in der sie in hohem Maße integriert war, dank ihrer reproduktiven Arbeit als Kindermädchen und Köchin und ihres freiwilligen Engagements für die Erhaltung der gemeinsamen Gesundheit ihrer Nachbarn (Organisation von Festen und Banketten, Philanthropie, psychologische Unterstützung usw.). Ihr Status als produktive und angesehene Bürgerin, die Aufgaben übernahm, die normalerweise Frauen zugewiesen werden, wurde durch den eines degenerierten, invertierten Mannes ersetzt.
Das Vorgehen des Staates, das so weit ging, dass er die rechtlichen Dokumente, die Lucy Hicks als Frau bezeichneten, annullierte, beseitigte de facto ihren Status als Frau und machte sie zu einem männlichen Meineidigen und Kriminellen, auf den man sich nur noch in medizinischen und juristischen Lexika bezog, was zu einer Kriminalisierung ihrer Person und ihrer Identität führte. Indem der Staat sie in einem Männergefängnis und mit männlicher Kleidung untergebracht hatte, veränderte er auch ihre körperliche Erscheinung, damit sie in einer heterosexistischen Tradition eine männliche Geschlechtsperformanz aufwies. Indem die Medien sie durch die Verwendung von männlichen Pronomen und Spitznamen als Mann darstellten, trugen sie zu ihrer Kriminalisierung bei, indem sie ihren sozialen Tod populär machten und ihre Ächtung aus der Gesellschaft erleichterten.
Die Infragestellung ihrer Geschlechtsidentität, gefolgt von der Unterdrückung ihrer weiblichen Identität durch Medizin, Recht und Medien hatten eine Fremdheit zwischen ihr und der Gesellschaft geschaffen, die ihren gesamten Platz innerhalb der lokalen Sphäre betraf. Es wurde eine Dissoziation zwischen der Lucy Hicks Anderson, die sich zutiefst für die Gemeinschaft eingesetzt hatte, und der vom Gericht verurteilten Lucy Hicks Anderson hergestellt, so dass ihre Vergangenheit ausgelöscht wurde. Der Prozess führte zu einem sozialen Tod, der durch die Verbannung aus der Stadt Oxnard besiegelt wurde.

### Letzte Jahre
Mit ihrem Lebensgefährten Reuben Anderson zog Lucy Hicks Anderson nach Los Angeles.
1953 kehrte sie mit einem Säugling in den Armen nach Oxnard zurück und bat darum, ihn zu adoptieren. Der Polizeichef befahl ihr, die Stadt zu verlassen, da sie einige Jahre zuvor verbannt worden war. Sie starb ein Jahr später allein in Los Angeles im Alter von 68 Jahren.

## Nachruf
Lucy Hicks Anderson wird im Handbuch der LGBT-Angehörigen als „einer der ersten dokumentierten Fälle einer afrikanisch-amerikanischen Transperson“ bezeichnet. Sie war auch mehr als 20 Jahre nach ihrem Tod noch Gegenstand von Artikeln in der Lokalpresse. 1967 titelte der Oxnard Press-Courier „Die Legende von Lucy Hicks“. Die Zeitung, die Lucy Hicks Anderson zuvor verunglimpft hatte, bezeichnete sie als „legendäre“ lokale Berühmtheit. 1979 wurden mehrere Interviews über sie geführt, die zusammen mit den zeitgenössischen Zeitungsartikeln in der Oxnard Historical Society und in der Ventura County Museum Library, dem Museum des Countys, in einer ihr gewidmeten Sammlung aufbewahrt werden.
Die Rolle von Lucy Hicks Anderson als Socialite in Oxnard ist umso bemerkenswerter, da sie eine schwarze Frau und Transfrau war. Rolando Rene Longoria II führte in seiner Dissertation aus: „Die Tatsache, dass sie in einer Zeit vor der Entstehung der Bürgerrechte ein solches Maß an lokalem Ruhm, Reichtum und unternehmerischem Erfolg erreichen konnte […], ist ein Zeichen dafür, dass sie in der Lage war, sich in der Öffentlichkeit zu behaupten. […], während sie als eine Frau bekannt war, die ‚ein bisschen queer‘ war (und im Südstaat Kentucky geboren wurde), ist insofern wichtig, als sie uns zwingt, die Art und Weise zu überdenken, wie die Gesellschaft nicht-normative Individuen in dieser Zeit wahrgenommen hat.“ Diese Akzeptanz war jedoch nur möglich, weil sie sich stark in der Gemeinde engagierte, in ehrenamtlichen Aufgaben, die mit Frauen assoziiert werden.